# André Charles de la Brousse
André Jean-Marie Charles de La Brousse, né le 28 janvier 1907, à Bourges, et mort le 7 mars 1985 à Lyon, est un prélat catholique français qui fut évêque de Dijon.

## Biographie
André Charles de La Brousse est né le 28 janvier 1907, à Bourges, dans le Cher.
Il est ordonné prêtre, le 28 juin 1937, à Bourges.

Il est nommé évêque titulaire d'Antioche Parvas (de) et évêque coadjuteur de Dijon, le 26 janvier 1962, et consacré le 5 mai 1962, par le cardinal Gerlier.

Il participe au IIe concile œcuménique du Vatican, tenu, à Rome, du 11 octobre 1962 au 8 décembre 1965.

Il succède à Guillaume Sembel comme évêque de Dijon, le 5 mai 1964, consacre Maurice Gaidon, comme évêque titulaire de Sebarga, le 30 septembre 1973, démissionne de son ministère, le 22 avril 1974, et reçoit le titre d'archevêque émérite de Dijon, qu'il conserve jusqu'à sa mort, survenue le 7 mars 1985, dans le 2e arrondissement de Lyon, dans le Rhône.